# Teinobasis pulverulenta
Teinobasis pulverulenta – gatunek ważki z rodziny łątkowatych (Coenagrionidae).